# 스웨덴 해외 식민지
스웨덴 해외 식민지(스웨덴어: Svenska utomeuropeiska kolonier)는 스웨덴이 지배했던 해외 식민지들을 말한다. 스웨덴은 1638년부터 1663년까지, 1733년에, 그리고 1784년부터 1878년까지 해외 식민지를 소유했다. 스웨덴은 5개의 식민지를 소유했는데, 그 중 4개는 단명했다. 이 식민지들은 아프리카, 아시아, 북아메리카의 3개 대륙에 걸쳐 있었다.

## 목록
과거 스웨덴의 아프리카 식민지는 다음과 같다.
- 스웨덴령 골드코스트 (1650–1663; 덴마크와 네덜란드에 상실) 다음 정착촌으로 구성된 케이프코스트 (1649–1663) 포함:
포트 아폴로니아, 현재 베인: 1655–1657.
포트 크리스티안스보르그/포트 프레데릭스보르그, 수도가 되었으며 현재 오수: 1652–1658
포트 바텐스타인, 현재 부트리: 1649–1656.
포트 위트센, 현재 타코라디: 1653–1658.
카롤루스보르그: 1650년 4월 – 1658년 1월/2월, 1660년 12월 10일 – 1663년 4월 22일

과거 스웨덴의 아메리카 식민지는 다음과 같다.
- 뉘아스베리예 (1638–1655; 네덜란드에 상실)
- 생바르텔레미 (1784–1878; 프랑스에 매각, 현대 생바르텔레미)
- 과들루프 (1813–1814; 프랑스에 반환)
- 에세퀴보 (1732–1739)
- 토바고섬 (1733)

과거 스웨덴의 아시아 식민지는 다음과 같다.
- 포르투 노보 (1733; 프랑스와 영국 동인도 회사에 상실)

## 아메리카

### 뉘아스베리예

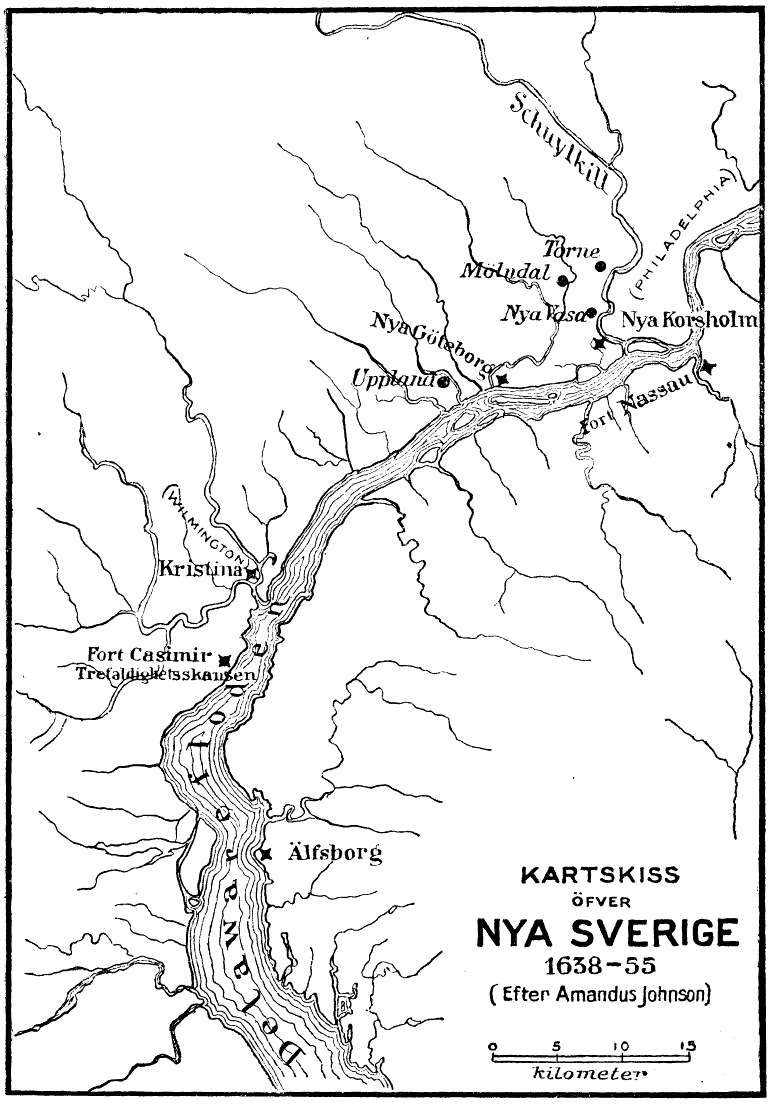
뉘아스베리예 지도, 1650년경

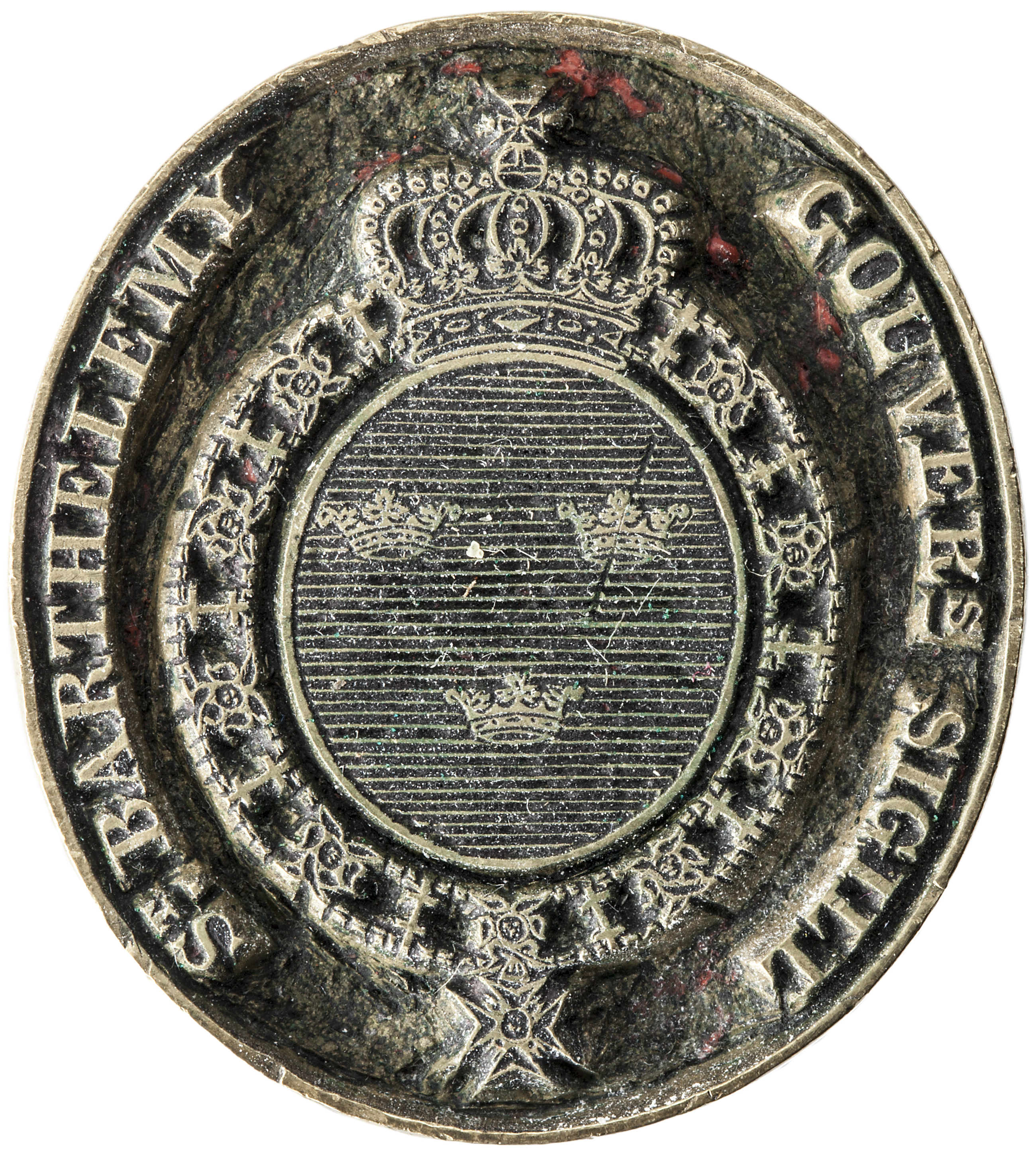
생바르텔레미의 스웨덴 총독 인장, 1784–1878.

17세기 중반에 스웨덴 제국은 가장 넓은 영토를 차지했다. 스웨덴인들은 프랑스, 영국, 네덜란드 상인들을 우회하여 농업(담배) 및 모피 무역 식민지를 만들어 영향력을 확대하고자 했다. 헌장에는 스웨덴, 네덜란드, 독일 주주들이 포함되었다. 그들이 상륙하자 그들은 크리스티나 여왕의 이름을 딴 포트 크리스티나 (현재 윌밍턴 (델라웨어주))를 건설했다. 정착민 중 다수는 핀란드인이었는데, 1809년까지 현대 핀란드 지역은 스웨덴 왕국의 동쪽 1/3을 차지하고 있었기 때문이다.
이 정착지는 사실 네덜란드 영토였던 뉴네덜란드를 침공한 것이었다. 설립자이자 초대 총독인 페터르 미노이트는 1626년부터 1633년까지 뉴네덜란드 총독이었다. 해임된 후 불만을 품은 그는 전략적 요충지이자 전 고용주들에게 골칫거리였던 곳으로 스웨덴 원정대를 이끌었다. 미노이트는 스톡홀름에서 귀환하던 중 카리브해의 세인트키츠섬 근처에서 허리케인으로 사망했다. 이 식민지는 1643년에 현재의 세일럼 (뉴저지주) 북쪽에 포트 뉘아 엘프스보르그를 건설했다.
1654년 5월, 현재 뉴캐슬 (델라웨어주)에 위치한 네덜란드 포트 캐시미어는 뉘아스베리예에 함락되었다. 보복으로 네덜란드 총독 페터르 스타위베산트는 델라웨어강으로 군대를 파견하여 스웨덴 요새의 항복을 받아냈다.

### 앤틸리스 소유지
생바르텔레미는 나폴레옹 전쟁 말기에 과들루프가 잠시 스웨덴 식민지였던 것을 제외하고, 역사적으로 상당 기간 동안 아메리카의 스웨덴 식민지였던 유일한 카리브해 섬이다.
나폴레옹 전쟁 중 스웨덴이 프랑스의 적들을 지원한 결과, 과들루프 섬은 스웨덴 국가가 아닌 칼 14세 요한 왕 개인에게 양도되었다. 그러나 1년 후 이 섬은 파리 조약에 의해 프랑스에 반환되었다. 스웨덴은 다른 카리브해 식민지와 전략적으로 가까운 이 섬을 보장받았기 때문에 영국 정부와의 합의를 강요했다. 이로 인해 스웨덴에게 2,400만 프랑을 보장하는 과들루프 기금이 조성되었다. 자금 사용 방식 때문에 스웨덴은 1815년 릭스다그에 따라 매년 30만 릭스달러를 추가로 받았다. 마지막 할부금은 1983년에 지급되었다.
이 외에도 스웨덴인들은 1733년에 토바고섬에 잠시 정착을 시도했지만, 원주민 부족들에게 쫓겨났고, 토바고섬은 결국 영국이 차지했다.

#### 생바르텔레미
스웨덴이 아프리카의 골드코스트를 식민지화할 당시, 작은 스웨덴 노예 무역이 시작되었다. 그러나 뉘아스베리예가 네덜란드에 함락된 후 노예 무역은 끝났다. 1784년에 스웨덴 군주 구스타브 3세가 양국 간의 새로운 동맹을 맺기 위해 프랑스와 협상을 시작하면서 다시 활성화되었다. 구스타브는 보조금 외에 카리브해 식민지인 생바르텔레미와 교환하여 프랑스에게 예테보리를 중계 무역항으로 제공했다. 스웨덴은 1784년에 섬을 확보하는 데 성공했지만, 식민지 인구는 1,000명 미만이었고, 설탕과 목화는 연간 4척 분량의 선박만 제공했고, 다른 많은 자원은 주민들의 생계를 유지하기에 충분한 양만 생산되는 등 무역항으로 특히 유리한 곳도 아니었다.
그러나 이 섬들은 리워드 제도와 윈드워드 제도에 있는 영국과 프랑스의 교역소와 가까웠다. 왕의 이름을 딴 새로운 도시 귀스타비아도 건설되어 무역을 촉진했다. 1년 안에 인구는 두 배로 늘었고, 왕은 스웨덴 서인도 회사를 설립하기에 적합하다고 보았다. 나폴레옹 전쟁 (1803–1815)은 무역에 이로웠으며, 1806년 스웨덴과의 자유 무역 개시도 마찬가지였다. 인구는 계속 증가하여 1800년경에는 약 5,000명에 달했다. 1801년부터 1802년까지의 짧은 영국 점령 기간을 제외하고, 식민지는 계속 성장했다. 1811년에는 1800척의 선박이 생바르텔레미를 방문했으며, 1813년 10월부터 1814년 9월까지 미국 수출의 20%가 이 섬을 통과했다.
이 섬은 자유주의로 유명했으며, 특히 종교적 관용에 있어서 그러했다. 스웨덴에서는 루터교회가 엄격하게 지켜졌고, 사람들은 연간 일정 횟수의 교회 예배에 참석해야 했으며, 다른 종교나 교파를 믿는 것은 불법이었다(예를 들어, 로마가톨릭주의로 개종하면 종종 추방당했다). 그러나 이 두 섬에는 다양한 유럽 배경의 사람들이 살고 있었기 때문에 프랑스어와 영어도 공식 언어로 인정되었다. 생바르텔레미에서는 1787년에 루터교 신자는 21명에 불과했지만, 가톨릭 신자는 500명 이상이었고, 다른 개신교 교파의 신자도 수백 명에 달했다. 정부는 이를 억압하려고 하지 않았다. 실제로 그들은 생바르텔레미 총독 로젠슈타인에게 한 달에 두 번 생마르탱에서 가톨릭 신부를 모셔오도록 급여를 지급하라고 명령했다.

### 에세퀴보
18세기에 스웨덴인들은 현재 가이아나의 바리마와이니주에 있는 오리노코강 하류와 바리마강 사이의 에세퀴보 지역을 식민지화하려고 시도했다. 1732년 7월에 이 지역에 정착한 스웨덴인들은 1737년에 베네수엘라 독립 영웅 안토니오 호세 데 수크레의 할아버지인 카를로스 프란시스코 프랑수아 수크레 이 파르도 소령이 이끄는 스페인군에 의해 추방되었다.

## 아프리카

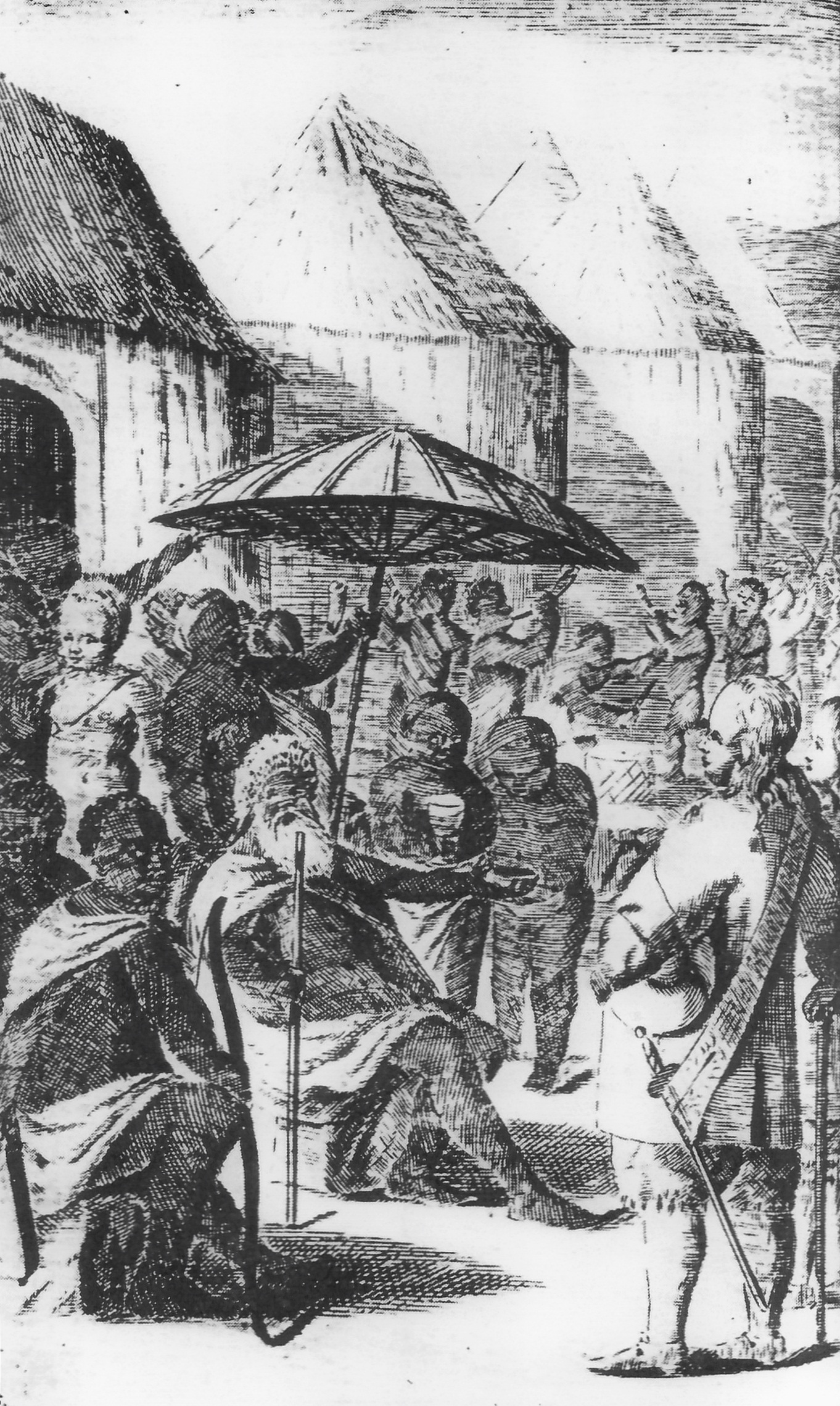
아칸족 푸투 왕이 스웨덴인들을 무역을 위한 "돌집"을 지으라고 초대하다.

스웨덴은 1650년 4월 22일부터 골드코스트 (현재 가나)의 여러 정착지를 일시적으로 통제했다. 이 정착지들 중 마지막은 1663년 4월 20일 포트 칼스보르그와 수도 포트 크리스티안스보르그가 덴마크에 점령되면서 상실되었다.

### 케이프코스트
1652년 스웨덴은 이전에 네덜란드, 그 전에는 포르투갈의 지배를 받았던 케이프코스트 (현재 가나)를 점령했다. 케이프코스트는 1653년에 건설되어 칼 10세 구스타브 왕의 이름을 딴 카롤루스보르그 성을 중심으로 했지만, 지금은 케이프코스트 성으로 알려져 있다.

### 제안된 마다가스카르 식민지
스웨덴령 마다가스카르는 스웨덴이 1714년부터 1728년까지 건설하려고 시도했던 제안된 식민지였다. 이 계획은 약 1,400명의 해적들이 마다가스카르에서 스웨덴의 보호를 요청하면서 시작되었다. 그 대가로 그들은 스웨덴이 마다가스카르를 식민지로 획득할 수 있으며 이를 용이하게 하기 위한 해군 함대를 제공하겠다고 제안했다. 스웨덴은 이 요청을 거부했고, 그래서 해적들은 덴마크에 요청했지만 덴마크도 거부했다. 이로 인해 해적들은 다시 스웨덴에 접근했다. 스웨덴은 이 시점에서 관심을 보였고, 1717년 신년전야 무렵부터 협상을 시작했다. 1718년 여름에는 계약 체결이 임박했지만, 결국 성사되지 못했다. 이의 한 가지 이유는 스웨덴 국왕 칼 12세의 사망이었을 수 있다.
이 계획은 울리카 엘레오노라의 통치와 그녀의 남편 프레드리크 1세 통치 초기 단계에도 유지되었다. 1718년의 해적 협상가 중 한 명인 윌리엄 모건은 스웨덴이 아직 그곳에 어떤 땅도 소유하고 있지 않았음에도 불구하고 그 지역의 스웨덴 총독으로 임명되었다. 1721년에 스웨덴은 마다가스카르로 원정대를 보내려 시도했다. 여기에는 스웨덴 해군의 두 척의 배가 포함되었고, 원정대의 지도자는 칼 구스타프 울리크가 되었다. 원정대에는 세 척의 배가 추가로 합류했는데, 그 중 두 척은 윌리엄 모건의 조카가 보낸 것이었다. 함대가 카디스에 도착했을 때 모건과 그의 조카가 돈이 부족하다는 것이 명확해졌고, 여러 문제가 발생하여 프로젝트는 취소되었고 결코 실현되지 못했다.

## 인도
스웨덴 동인도 회사는 인도에 영구적인 식민지를 세우지는 않았지만, 포르투 노보(오늘날 파랑이페타이, 타밀나두주)에 잠시 공장을 소유했다. 이 요새는 건설된 지 한 달 만에 프랑스와 영국군에 의해 파괴되었다.

## 스발바르 제도
19세기와 20세기에 스웨덴 정부의 지지를 받은 스웨덴 광산 회사들은 스발바르 제도에 피라미덴과 스베아그루바와 같은 광산 마을을 설립했다. 이 마을들은 버려졌고 나중에 노르웨이와 소련에 매각되었다.

## 같이 보기
- 아메리카의 스웨덴 식민지
- 스웨덴 제국
- 스웨덴 동인도 회사